# Hal Reid
Hal Reid, o  James Halleck Reid (Cedarville, 14 aprile 1863 – New York, 22 maggio 1920), è stato uno sceneggiatore, commediografo, regista e attore statunitense.
Era il padre di Wallace Reid.

## Biografia
Nato a Cedarville, nell'Ohio, scrisse per il teatro firmandosi con il suo nome completo, James Halleck Reid. I suoi lavori furono rappresentati a Broadway fin dal 1895. Era anche attore e, nel 1910, passò a lavorare per la giovanissima industria cinematografica. Per il cinema, adottò il nome di Hal Reid.
Per la Pathé Frères, sceneggiò e interpretò The Girl from Arizona, film che segna il suo esordio nel muto. Sempre nel 1910, per la Selig Polyscope, scrisse, diresse e interpretò Human Hearts, tratto da un suo lavoro teatrale. 
Il nome di Reid appare nelle sceneggiature - tratte da suoi lavori o sue storie - di 41 film, realizzati anche dopo la sua morte avvenuta nel 1920, a 57 anni.
Venne sepolto nel New Jersey, al All Saints Memorial Church Cemetery di Navesink, nella contesa di Monmouth.

### Vita privata
Reid si sposò tre volte. Contrasse il primo matrimonio con Marylee Withers (1866-1943): le nozze furono celebrate nel 1879 e dal matrimonio nacque nel 1882 una figlia, Hazel Withers Reid che sarebbe poi morta nel 1921, un anno dopo la morte del padre. In seconde nozze, Reid si sposò nel 1889 con l'attrice Bertha Westbrook (1867-1939), nota anche come Mrs. Hal Reid. Da questa seconda unione, nacque William Wallace, che sarebbe diventato un famoso attore hollywoodiano. Il terzo matrimonio fu, nel 1916, con la giovanissima Marcella (1899-1993). Da lei, Reid ebbe il terzo figlio, James Halleck Reid (1918 -1969).

## Filmografia

### Sceneggiatore
- The Girl from Arizona, regia di Joseph A. Golden e Theodore Wharton – cortometraggio (1910)
- Human Hearts, regia di Hal Reid – cortometraggio  (1910)
- A Tale of the Sea, regia di Francis Boggs – cortometraggio (1910)
- Jim and Joe, regia di Otis Turner -  cortometraggio (1911)
- Jean Intervenes, regia di Hal Reid – cortometraggio (1912)
- Indian Romeo and Juliet, regia di Laurence Trimble – cortometraggio (1912)
- Cardinal Wolsey, regia di J. Stuart Blackton e Laurence Trimble – cortometraggio (1912)
- Il settimo figlio, regia di Hal Reid – cortometraggio (1912)
- The Victoria Cross, regia di Hal Reid – cortometraggio (1912)
- Old Love Letters, regia di Hal Reid – cortometraggio (1912)
- Curfew Shall Not Ring Tonight, regia di Hal Reid – cortometraggio (1912)
- Virginius, regia di Hal Reid – cortometraggio (1912)
- At Cripple Creek, regia di Hal Reid – cortometraggio (1912)
- Human Hearts, regia di Otis Turner (1912)
- Every Inch a Man, regia di William Humphrey – cortometraggio (1912)
- Sue – cortometraggio (1912)
- Thou Shalt Not Kill, regia di Hal Reid – cortometraggio (1913)
- A Rose of Old Mexico, regia di Wallace Reid – cortometraggio (1913)
- Just Jane – cortometraggio (1913)
- The Deerslayer, regia di Hal Reid e Laurence Trimble – cortometraggio (1913)
- When Luck Changes, regia di Wallace Reid – cortometraggio (1913)
- Via Cabaret, regia di Wallace Reid – cortometraggio (1913)
- Hearts and Horses, regia di Wallace Reid – cortometraggio (1913)
- The Pride of Lonesome, regia di Wallace Reid – cortometraggio (1913)
- A Foreign Spy, regia di Wallace Reid – cortometraggio (1913)
- Dan, regia di George Irving e John H. Pratt (1914)
- At the Cross Roads, regia di  Frank L. Dear (1914)
- The Niggard, regia di Donald Crisp – cortometraggio (1914)
- Another Chance
- Human Hearts, regia di King Baggot – cortometraggio (1914)
- At Dawn, regia di Donald Crisp – cortometraggio (1914)
- Time Lock No. 776, regia di Hal Reid (1915)
- Prohibition, regia di Hal Reid (1915)
- The Highwayman, regia di Wally Van – cortometraggio (1915)
- The Cowpuncher (1915)
- Warning! The S.O.S. Call of Humanity
- Crazy by Proxy, regia di Al E. Christie – cortometraggio (1917)
- Mothers of Men, regia di Willis Robards (1917)
- The Confession, regia di Bertram Bracken (1920)
- Every Woman's Problem
- Human Hearts, regia di King Baggot (1922)
- Driven from Home, regia di James Young (1927)

### Attore
- The Girl from Arizona, regia di Joseph A. Golden e Theodore Wharton (1910)
- Becket o The Martyrdom of Thomas A. Becket, Archbishop of Canterbury, regia di Charles Kent (1910)
- Human Hearts, regia di Hal Reid – cortometraggio  (1910)
- Wig Wag, regia di Laurence Trimble (1911)
- One Touch of Nature, regia di Laurence Trimble (1911)
- The Path of True Love (1912)
- Jean Intervenes, regia di Hal Reid (1912)
- Indian Romeo and Juliet, regia di Laurence Trimble (1912)
- The Hobo's Redemption (1912)
- Cardinal Wolsey, regia di J. Stuart Blackton e Laurence Trimble (1912)
- Father Beauclaire, regia di Hal Reid – cortometraggio (1912)
- Virginius, regia di Hal Reid – cortometraggio (1912)
- A Nation's Peril, regia di Joseph A. Golden (1912)
- Rip van Winkle – cortometraggio (1912)
- Every Inch a Man, regia di William Humphrey (1912)
- The Deerslayer, regia di Hal Reid e Laurence Trimble (1913)
- Dan, regia di George Irving e John H. Pratt (1914)
- Time Lock No. 776
- Mothers of Men, regia di Willis Robards (1917)
- Little Miss Hoover, regia di John S. Robertson (1918)
- The Two Brides

### Regista
- Human Hearts – cortometraggio (1910)
- Jean Intervenes (1912)
- Il settimo figlio (1912)
- At Scrogginses' Corner (1912)
- The Woman Haters (1912)
- The Victoria Cross (1912)
- Old Love Letters (1912)
- Love in the Ghetto (1912)
- Father Beauclaire – cortometraggio (1912)
- Curfew Shall Not Ring Tonight – cortometraggio (1912)
- Kaintuck – cortometraggio (1912)
- Virginius – cortometraggio (1912)
- Votes for Women – cortometraggio (1912)
- A Man's Duty
- At Cripple Creek – cortometraggio (1912)
- Thou Shalt Not Kill (1913)
- The Deerslayer, co-regia Laurence Trimble (1913)
- Time Lock No. 776 (1915)
- Prohibition (1915)
- Thou Shalt Not Kill (1915)